# Свидетельство канарейки
«Свидетельство канарейки» (англ. warrant canary, «канарейка ордера») — способ передачи информации, осуществляемый через молчание или отрицание.
Согласно «Патриотическому акту», правительство США может направить секретный ордер провайдеру на слежку (англ. Global surveillance) за пользователем. Закон запрещает компании разглашать факт существования подобного ордера и предусматривает уголовное наказание за раскрытие существования повестки третьим лицам, включая пользователей поставщика услуг. Компания, однако, может обойти этот запрет, не нарушив при этом закона: компания может уведомлять пользователя о том, что за ним в определённый момент не велось скрытого наблюдения — подобная фраза может быть указана в каком-либо отчёте компании пользователю. Если же компания получила ордер, такого уведомления в отчёте не будет. Идея информирования пользователей посредством таких сообщений была предложена относительно недавно. Актуальность данного шага была продиктована активизацией слежки и наблюдения за пользователями в Интернете со стороны государств и правительств.
В 2015 году правозащитная организация Electronic Frontier Foundation (EFF) совместно с исследовательским центром Гарвардского университета по киберпространству, университетом Нью-Йорка и Calyx.net запустили сайт CanaryWatch.org, по отслеживанию «свидетельств канарейки». Обновление информации на сайте проекта остановлено в 2016 году, по сообщению создателей — цель была достигнута, было собрано около 70 сообщений и доказано ведение слежки.

## Происхождение термина
При добыче угля в шахтах существует риск отравления опасными газами. Взятая в шахту канарейка ощущала воздействие газа существенно раньше человека (благодаря большей частоте дыхания и быстрому обмену веществ). Таким образом, умолкание канарейки предупреждало шахтёров об опасности.

## Пример использования
Компания Apple в опубликованном 5 ноября 2013 Transparency Report классически продемонстрировала этот способ. Страница 5 документа содержит в примечании к таблице о количестве запросов на выдачу информации следующую фразу: 

Apple никогда не получала ордера в соответствии с частью 215 «Патриотического акта». Мы предполагаем оспаривать подобный ордер в случае его получения.
Оригинальный текст (англ.)Apple has never received an order under Section 215 of the USA Patriot Act. We would expect to challenge such an order if served on us.

В случае получения засекреченного ордера компания Apple имеет право оспорить его, но не имеет права разглашать факт получения такого ордера. Но в этом случае вышеупомянутая фраза исчезнет из следующего отчёта. 18 сентября 2014 года GeOM проинформировал о том, что свидетельство канарейки пропало из отчёта Apple Transparency Report, охватывающего период июль — декабрь 2013 и январь — июнь 2014 года.